# Qasr al-Kharana
Qasr al-Kharana (in arabo قصر ﺍﻟﺨﺮانة‎?, Qaṣr al-Kharāna) - più corretto di Qasr al-Harana - è una costruzione palaziale fortificata, sita nel deserto della Giordania, a circa 60 km a SE di Amman. Fa parte dei tre Castelli del Deserto.

## Il castello

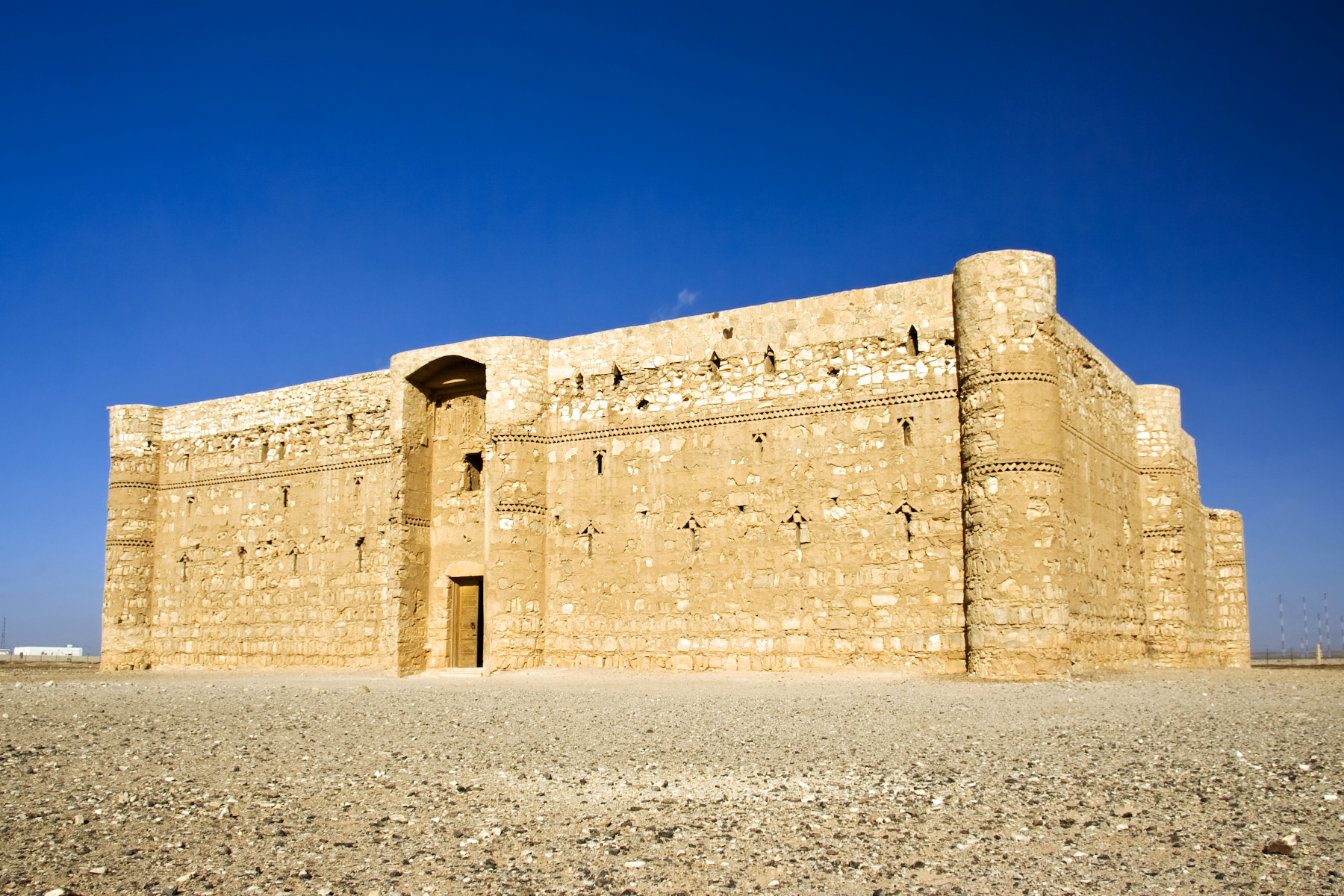
Il Qasr al-Kharana.

Il Qaṣr al-Kharāna fa parte di un gruppo di costruzioni, identificate con la generica (e spesso errata) espressione di "castelli del deserto", tra cui: il Qusayr ʿAmra, il Qasr al-Azraq, il Qasr al-Hayr al-Gharbi, il Qasr al-Hayr al-Sharqi, il Qasr al-Hallabat o la Mshatta, costruiti forse per il controllo del territorio e dei punti d'acqua ma che funzionarono anche come residenza estiva di vari califfi omayyadi.
Il Qasr al-Kharāna ha pianta quadrata, è rivolto verso sud e ha una corte interna. La costruzione del Qasr al-Kharāna non sembra fosse finalizzata a prioritari compiti militari, ma sembra che funzionasse più che altro come residenza di caccia per i califfi omayyadi.
Il ritrovamento di varie iscrizioni nella costruzione indica due fasi distinte dei lavori di edificazione: la prima negli anni 661-684, e la seconda negli anni a cavallo dell'VIII secolo.
Il manufatto conserva in modo apprezzabilmente integro lo stato originario dell'opera che, secondo lo studioso K.A.C. Creswell, mostra un impianto sasanide, costruito nel periodo 614-628 in cui l'area fu occupata dai Persiani nel quadro del pluridecennale conflitto con l'Impero bizantino.

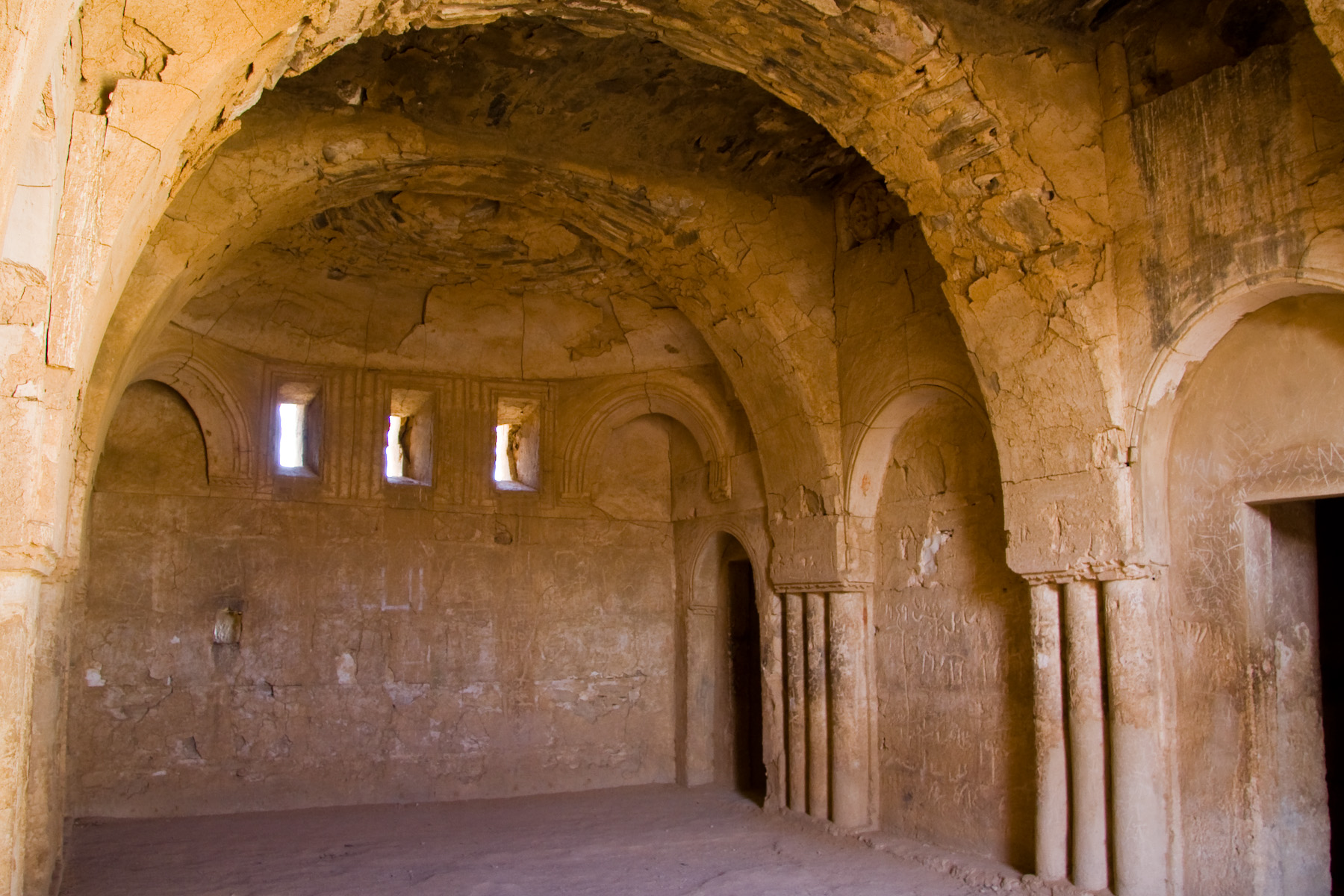
Interno del Qasr al-Kharana.